# 47862 Nancyramos
47862 Nancyramos è un asteroide della fascia principale. Scoperto nel 2000, presenta un'orbita caratterizzata da un semiasse maggiore pari a 2,8882522 au e da un'eccentricità di 0,1323697, inclinata di 12,65701° rispetto all'eclittica.